# 아마존 일래스틱 블록 스토어

아이콘

아마존 일래스틱 블록 스토어(Amazon Elastic Block Store, EBS)는 아마존 EC2 인스턴스에 연결할 수 있고 아마존 관계형 데이터베이스 서비스(RDS)에서 사용되는 원시 블록 수준 스토리지를 제공한다. 이는 AWS가 제공하는 두 가지 블록 스토리지 옵션 중 하나이며, 다른 하나는 EC2 인스턴스 스토어이다.
아마존 EBS는 스토리지 성능 및 비용에 대한 다양한 옵션을 제공한다. 이러한 옵션은 데이터베이스 및 부팅 볼륨(성능은 주로 IOPS에 따라 다름)과 같은 트랜잭션 워크로드를 위한 SSD 지원 스토리지와 맵리듀스 및 로그 처리(성능은 주로 IOPS에 따라 다름)와 같은 처리량 집약적인 워크로드를 위한 디스크 지원 스토리지라는 두 가지 주요 범주로 나뉜다. 주로 MB/s로 표시된다.

## 사용 사례
일반적인 사용 사례에서 EBS를 사용하려면 파일 시스템으로 장치를 포맷하고 마운트하는 작업이 포함된다. EBS는 스냅샷 생성 및 복제를 포함한 고급 스토리지 기능을 지원한다. 2020년 9월 현재, EBS 볼륨 크기는 MBR 파티셔닝 구성표를 사용하면 최대 2TiB, GPT 파티셔닝 구성표를 사용하면 최대 16TiB까지 가능하다.
EBS 볼륨은 복제된 백엔드 스토리지에 구축되므로 단일 구성 요소에 장애가 발생하더라도 데이터 손실이 발생하지 않는다.

## 역사
EBS는 2008년 8월 아마존에 의해 출시되었다. 2018년 3월 현재 30GB의 여유 공간이 아마존 웹 서비스 2017의 프리티어(free-tier)에 포함되었다.

## 볼륨 유형
| 솔리드 스테이트 드라이브 (SSD) | 솔리드 스테이트 드라이브 (SSD)              | 솔리드 스테이트 드라이브 (SSD) | 솔리드 스테이트 드라이브 (SSD)                   | 하드 디스크 드라이브 (HDD)     | 하드 디스크 드라이브 (HDD) |
| ------------------------------ | ------------------------------------------- | ------------------------------ | ------------------------------------------------ | ------------------------------ | -------------------------- |
| 볼륨 유형                      | EBS Provisioned IOPS SSD (io1) (since 2012) | EBS General Purpose SSD (gp2)  | EBS General Purpose SSD (gp3)                    | Throughput Optimized HDD (st1) | Cold HDD (sc1)             |
| API 이름                       | io1                                         | gp2                            | gp3                                              | st1                            | sc1                        |
| 볼륨 크기                      | 4 GiB - 16 TiB                              | 1 GiB - 16 TiB                 | 1 GiB - 16 TiB                                   | 500 GiB - 16 TiB               | 500 GiB - 16 TiB           |
| 최대 IOPS/볼륨                 | 64,000                                      | 16,000                         | 16,000                                           | 500                            | 250                        |
| 최대 스루풋/볼륨               | 1000 MB/s                                   | 250 MB/s                       | 1000 MB/s                                        | 500 MB/s                       | 250 MB/s                   |
| 최대 IOPS/인스턴스             | 260,000                                     | 260,000                        | 260,000                                          | 260,000                        | 260,000                    |
| 최대 스루풋/인스턴스           | 7,500 MB/s                                  | 7,500 MB/s                     | 7,500 MB/s                                       | 7,500 MB/s                     | 7,500 MB/s                 |
| 가격                           | $0.125/GB-month $0.065/provisioned IOPS     | $0.10/GB-month                 | $0.08/GB-month $0.005/provisioned IOPS over 3000 | $0.045/GB-month                | $0.025/GB-month            |
| 성능 속성                      | IOPS                                        | IOPS                           | IOPS                                             | MB/s                           | MB/s                       |

## 같이 보기
- 아마존 S3